# Herb McKenley
Herbert Henry »Herb« McKenley, jamajški atlet, * 10. julij 1922, Pleasant Valley, Clarendon, Jamajka, † 16. november 2007, Kingston, Jamajka.
McKenley je v svoji karieri nastopil na poletnih olimpijskih igrah v letih 1948 v Londonu in 1952 v Helsinkih. Na igrah leta 1948 je osvojil naslov olimpijskega podprvaka v teku na 400 m, leta 1952 pa naslov olimpijskega prvaka v štafeti 4x400 m ter podprvaka v teku na 100 m in ponovno v teku na 400 m. Na panameriških igrah leta 1951 v Buenos Airesu je bil bronast v teku na 100 m, 200 m in 400 m, na srednjeameriških in karibskih igrah leta 1950 v Guatemala Cityju pa je zmagal v teku na 200 m in 400 m. 5. julija 1948 je s časom 46,0 s izenačil svetovni rekord v teku na 400 m, 2. julija istega leta pa ga popravil na 49,9 s. Rekord je veljal do avgusta 1950, ko ga je še za desetinko sekunde izboljšal George Rhoden.